# پناهگاهی در کار نیست (مردگان متحرک)
پناهگاهی در کار نیست  (به انگلیسی: No Sanctuary) اولین قسمت از فصل پنجم سریال پسارستاخیزی ترسناک مردگان متحرک است. این قسمت در تاریخ ۱۲ اکتبر ۲۰۱۴ از شبکه کابلی ای‌ام‌سی به نمایش درآمد و توانست رکورد تعداد بیش‌ترین بیننده‌های خود را شکسته و به تعداد ۱۷٫۳ میلیون نفر برساند. از این تعداد، نزدیک به ۸.۷ میلیون نفر از بینندگان را مخاطبان بزرگسال از ۱۸ تا ۴۹ سال تشکیل می‌دادند.